# Anna Maria Llatas
Anna Maria Llatas d'Agustí (1886-1969),), Educadora. Es considerada una figura capital en la asistencia social en España. En su trayectoria vital demostró siempre un especial interés por todos los temas relacionados con las cuestiones sociales.

## Biografía
Se formó en la Escuela Católica de Servicio Social de Bruselas, gracias a una beca concedida en 1930 por Raül Roviralta, consejero de asistencia social de Barcelona.
El año 1932 fundó en Barcelona la primera escuela de trabajo social de España, la Escuela de Asistencia Social para la Mujer, con el fin de dar una formación técnica a las personas que querían dedicarse a tareas asistenciales. Fue la directora desde su fundación hasta el inicio de la Guerra Civil Española
El año 1941, volvió a ser directora de la antigua Escuela de Asistencia Social para la Mujer, entonces Escuela Católica de Enseñanza Social, que dirigió hasta el año 1957. Posteriormente, siguió vinculada a la institución y, al jubilarse, fue nombrada directora honorària. Murió en 1969. 